# مواد معدنی پیش‌خورشیدی

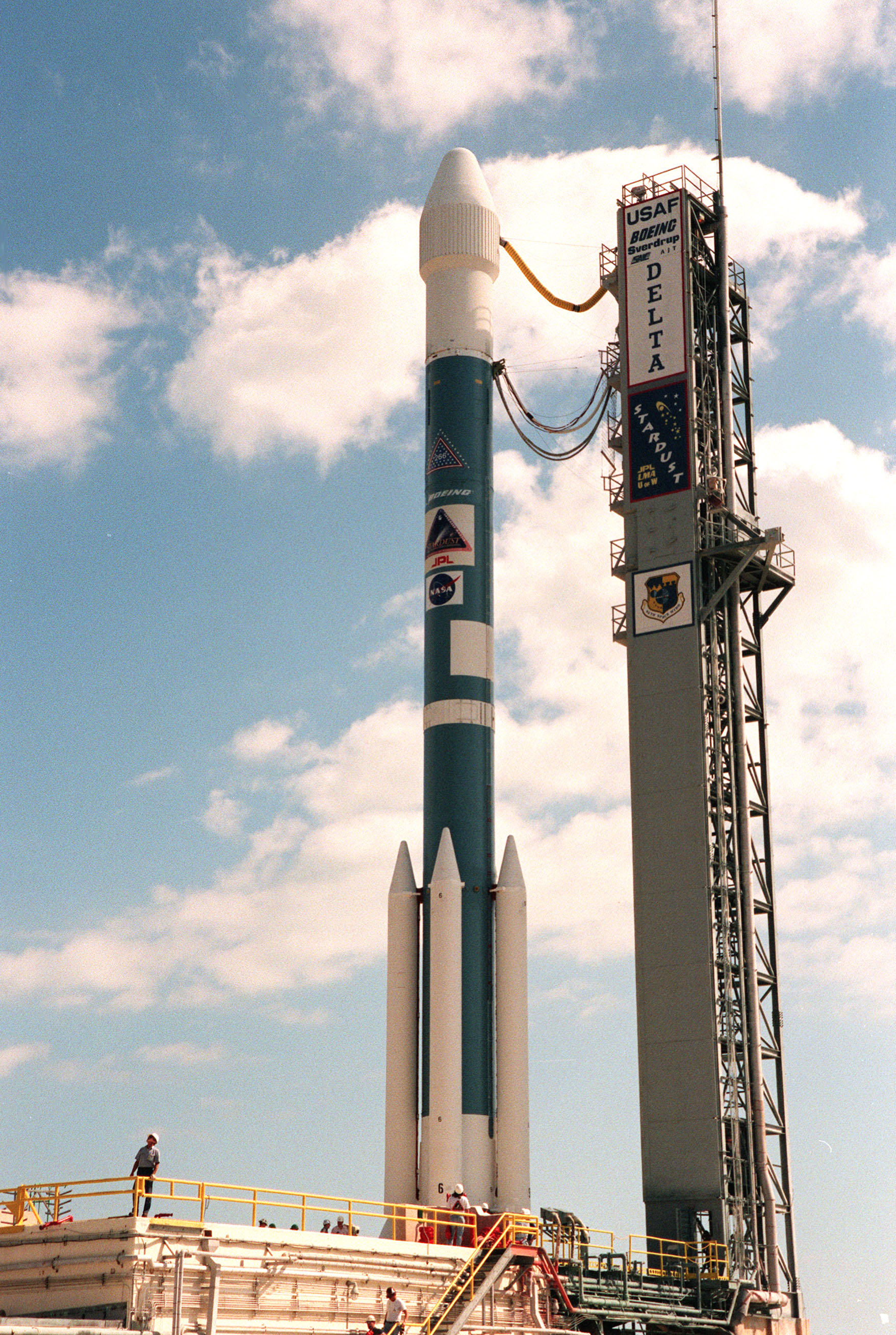
موشک بوئینگ دلتا ۲ حامل فضاپیمای استارداست در انتظار پرتاب. در ژانویه ۲۰۰۴ با دنباله‌دار وایلد ۲ برخورد نزدیک داشت و همچنین گرد و غبار بین ستاره‌ای حاوی دانه‌های بین ستاره‌ای پیش‌خورشیدی را جمع‌آوری کرد.

مواد معدنی پیش‌خورشیدی یا دانه‌های پیش‌ستاره‌ای (انگلیسی: Presolar grains) یا (PSGs) دانه‌های مواد جامد بین‌ستاره‌ای به شکل دانه‌های جامد ریزی هستند که در زمانی پیش از تشکیل خورشید به‌وجود آمده‌اند. این مواد پیش‌خورشیدی در درون گازهای خروجی و خنک‌کننده ستارگان پیش‌خورشیدی تشکیل شده‌اند. بررسی دانه‌های پیش‌خورشیدی معمولاً بخشی از حوزه کیهان‌شیمی و شهاب‌شناسی در نظر گرفته می‌شود.
هسته‌زایی‌های ستاره‌ای که در هر ستارهٔ پیش‌خورشیدی انجام می‌شود، به هر گرانول یک ترکیب ایزوتوپی منحصر به فرد برای آن ستارهٔ مادر می‌دهد، که با ترکیب ایزوتوپی مادهٔ منظومه شمسی و همچنین با میانگین کهکشانی متفاوت است. این امضاهای ایزوتوپی اغلب از فرآیندهای هسته‌ای اخترفیزیکی بسیار ویژه‌ای که در ستارهٔ مادر یا رویداد شکل‌گیری آن رخ داده است اثر انگشت می‌گذارند و منشأ پیش‌خورشیدی آنها را ثابت می‌کنند.

## اصطلاحات
مواد معدنی پیش‌خورشیدی، دانه‌های جامد مجزا هستند که در اطراف ستارگان دورتر یا به‌عنوان بخشی از نواخترها متراکم شده‌اند، و به‌طور بالقوه خروجی ابرنواخترها، که در سحابی اولیه خورشیدی ایجاد شده‌اند و در شهاب‌سنگ‌های کندریتی نسبتاً بدون تغییر باقی می‌مانند. همان‌طور که آنها پیش از تشکیل منظومه شمسی برافراشته شده‌اند، باید قبل از خورشید باشند. دانه‌های پیش از خورشید نیز در محیط میان‌ستاره‌ای وجود دارند.